# Chris Rolfe
Chris Rolfe (Kettering, 17 gennaio 1983) è un ex calciatore statunitense, di ruolo attaccante.

## Biografia
Figlio di Ralph e Donna Rolfe, si è laureato in finanza a Dayton.
Ama ascoltare musica country.
Le sue caratteristiche esultanze per i goal fatti sono un omaggio alla sua città natale di Dayton, nell'Ohio.

## Carriera

### Club
Cresciuto nelle giovanili dei Chicago Fire, viene aggregato alla squadra riserve nel 2004. Nel 2005 viene aggregato alla prima squadra dove diventa attaccante titolare.
Il 2 settembre del 2009 viene annunciato il suo passaggio ai Aalborg Boldspilklub, passaggio effettuato in maniera definitiva il 1º gennaio del 2010, ma a causa di vari infortuni, nella prima parte della corrispondente stagione non mostra le sue abilità.
Dopo una stagione e mezza, il 15 aprile del 2012 torna ai Chicago Fire, debuttando il 2 giugno nel secondo tempo della gara contro i New England Revolution.
Il 17 giugno segna il primo goal dal suo ritorno, nella gara vinta 3-1 contro i New York Red Bulls.
Ha vinto il premio come miglior giocatore dei Chicago Fire e il Golden Boot per la stagione 2012.
Il 2 aprile del 2014 ha firmato per il D.C. United.
Il 4 settembre del 2014 s'infortuna durante un allenamento facendosi male alla testa e all'avambraccio e restando poi a riposo per sei settimane. Nonostante ciò, a causa della commozione cerebrale ricevuta, il 9 Novembre del 2017 annuncia il ritiro dal calcio giocato.

### Nazionale
Rolfe ha fatto il suo debutto nella Nazionale di calcio degli Stati Uniti d'America il 12 novembre del 2005 contro la Scozia al Hampden Park a Glasgow.

## Statistiche

### Cronologia presenze e reti in nazionale
| Cronologia completa delle presenze e delle reti in nazionale ― Stati Uniti | Cronologia completa delle presenze e delle reti in nazionale ― Stati Uniti | Cronologia completa delle presenze e delle reti in nazionale ― Stati Uniti | Cronologia completa delle presenze e delle reti in nazionale ― Stati Uniti | Cronologia completa delle presenze e delle reti in nazionale ― Stati Uniti | Cronologia completa delle presenze e delle reti in nazionale ― Stati Uniti | Cronologia completa delle presenze e delle reti in nazionale ― Stati Uniti | Cronologia completa delle presenze e delle reti in nazionale ― Stati Uniti |
| Data                                                                       | Città                                                                      | In casa                                                                    | Risultato                                                                  | Ospiti                                                                     | Competizione                                                               | Reti                                                                       | Note                                                                       |
| -------------------------------------------------------------------------- | -------------------------------------------------------------------------- | -------------------------------------------------------------------------- | -------------------------------------------------------------------------- | -------------------------------------------------------------------------- | -------------------------------------------------------------------------- | -------------------------------------------------------------------------- | -------------------------------------------------------------------------- |
| 12-11-2005                                                                 | Glasgow                                                                    | Scozia                                                                     | 1 – 1                                                                      | Stati Uniti                                                                | Amichevole                                                                 | -                                                                          | 58’                                                                        |
| 22-1-2006                                                                  | San Diego                                                                  | Stati Uniti                                                                | 0 – 0                                                                      | Canada                                                                     | Amichevole                                                                 | -                                                                          | 73’                                                                        |
| 10-2-2006                                                                  | San Francisco                                                              | Stati Uniti                                                                | 3 – 2                                                                      | Giappone                                                                   | Amichevole                                                                 | -                                                                          | 87’                                                                        |
| 19-2-2006                                                                  | Frisco                                                                     | Stati Uniti                                                                | 4 – 0                                                                      | Guatemala                                                                  | Amichevole                                                                 | -                                                                          | 55’ 80’                                                                    |
| 20-1-2007                                                                  | Carson                                                                     | Stati Uniti                                                                | 3 – 1                                                                      | Danimarca                                                                  | Amichevole                                                                 | -                                                                          | 74’                                                                        |
| 7-2-2007                                                                   | Glendale                                                                   | Stati Uniti                                                                | 2 – 0                                                                      | Messico                                                                    | Amichevole                                                                 | -                                                                          | 63’                                                                        |
| 19-1-2008                                                                  | Carson City                                                                | Stati Uniti                                                                | 2 – 0                                                                      | Svezia                                                                     | Amichevole                                                                 | -                                                                          | 63’                                                                        |
| 22-6-2008                                                                  | Bridgetown                                                                 | Barbados                                                                   | 0 – 1                                                                      | Stati Uniti                                                                | Qual. Mondiali 2010                                                        | -                                                                          | 66’                                                                        |
| 15-10-2008                                                                 | Port of Spain                                                              | Trinidad e Tobago                                                          | 2 – 1                                                                      | Stati Uniti                                                                | Qual. Mondiali 2010                                                        | -                                                                          | 87’                                                                        |
| 24-1-2009                                                                  | Carson                                                                     | Stati Uniti                                                                | 3 – 2                                                                      | Svezia                                                                     | Amichevole                                                                 | -                                                                          | 61’                                                                        |
| Totale                                                                     |                                                                            | Presenze                                                                   | 10                                                                         |                                                                            | Reti                                                                       | 0                                                                          |                                                                            |

## Palmarès

### Club

#### Competizioni nazionali
- U.S. Open Cup: 1

Chicago Fire: 2006